# John Barnes
John Charles Bryan Barnes (Kingston, Jamaica, 7 de noviembre de 1963) es un exfutbolista internacional inglés. Ocupaba la demarcación de extremo izquierdo, aunque también podía jugar como mediapunta. A nivel profesional destacó en los años 1980 en las filas del Watford F. C. y del Liverpool F. C. así como sus 79 presencias con la selección de fútbol de Inglaterra entre 1983 y 1995.
Hijo de un oficial militar trinitense y de una madre jamaicana, Barnes vivió en Kingston hasta que con 12 años su familia se instaló en Londres. A los 17 años fue aceptado en las categorías inferiores del Watford, edad en la que debutó como profesional, y llegaría a disputar 296 encuentros en seis temporadas. De ahí dio el salto en 1987 al Liverpool. En sus diez años en Anfield logró dos títulos de Primera División y dos FA Cup, con un saldo de 106 goles en 403 partidos, y a día de hoy sigue siendo una de las figuras más respetadas entre los aficionados reds.
Durante su trayectoria Barnes ha sido galardonado con el premio PFA al jugador del año en dos ocasiones (1987-88 y 1989-90) y con el premio FWA en la temporada 1987-88. Forma parte del Salón de la Fama del Fútbol Inglés desde 2005.
En 1999 colgó las botas para convertirse en técnico del Celtic de Glasgow junto a Kenny Dalglish, pero una serie de malos resultados motivaron su cese al año siguiente. Después ha sido seleccionador de Jamaica en 2008, y técnico del Tranmere Rovers durante cuatro meses en 2009. Actualmente trabaja como analista deportivo en televisión.

## Biografía
John Barnes nació el 7 de noviembre de 1963 en Kingston (Jamaica), en una familia de clase media, y vivió en la capital caribeña hasta los 12 años. Su padre Roderick Kenrick «Ken» Barnes era un oficial trinitense que vivía en Jamaica desde 1956, y que tras la independencia de la isla se había convertido en oficial de las Fuerzas de Defensa Jamaicanas. Al mismo tiempo estaba muy involucrado en el desarrollo del deporte jamaicano, y llegó incluso a jugar con la selección de fútbol de Jamaica cuando esta aún no era oficial.
En enero de 1976 el padre de Barnes fue nombrado consejero de Defensa en la misión diplomática de Jamaica en Londres, por lo que toda la familia tuvo que mudarse a la capital británica. John fue matriculado en distintos colegios en Camden y empezó a jugar a rugby, pero pronto lo cambió por el fútbol; se formó como delantero en las categorías juveniles del Stowe Boys Club, un equipo de fútbol base en Paddington.

## Trayectoria como futbolista

### Watford F. C.
Barnes fue descubierto en 1981 por el equipo de ojeadores del Watford Football Club. En aquella época tenía 17 años y jugaba en el Sudbury Court, un equipo amateur de la liga regional de Middlesex.
Después de superar una prueba con el equipo reserva, fue contratado por el Watford el 14 de julio de 1981. Dos meses después hizo su debut en Segunda División frente al Oldham Athletic, siendo una apuesta personal del entrenador Graham Taylor. Su irrupción coincidió con la trayectoria meteórica del equipo londinense desde la compra de Elton John, pues habían pasado de cuarta división hasta la máxima categoría en solo cinco años. En la temporada 1981-82, y pese a su juventud, asumió un rol protagonista con 13 goles en 36 partidos que valieron el ascenso a Primera División.
En su debut en la élite del fútbol inglés, el Watford terminó el curso 1982-83 con un meritorio segundo puesto, a once puntos del Liverpool F. C. Al término del mismo, Bobby Robson le convocó por primera vez con la selección de Inglaterra. Barnes mantuvo la titularidad a lo largo de seis años hasta convertirse en el líder del Watford, con un promedio de diez goles por temporada, pero nunca pudo ganar un título. Lo más cerca que estuvo fue en la final de la FA Cup de 1984, donde su club cayó derrotado por 2:0 frente al Everton F. C., y en las semifinales del mismo torneo en 1987 contra el Tottenham Hotspur.

### Liverpool F. C.

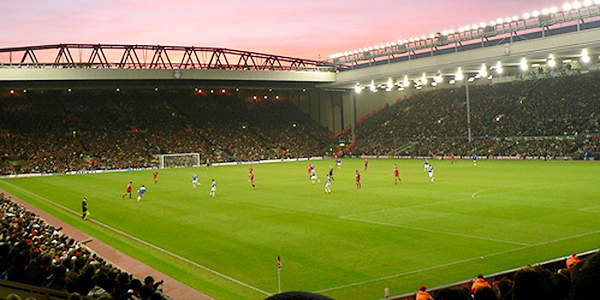
John Barnes jugó como local en Anfield desde la temporada 1987-88 hasta la 1996-97.

El 9 de junio de 1987, el Liverpool contrató a John Barnes por una suma total de 900 000 libras. El fichaje fue una petición expresa de Kenny Dalglish, quien cubría así la baja de Ian Rush con una renovada línea de ataque en la que también figuraban John Aldridge y Peter Beardsley. Después de debutar el 15 de agosto frente al Arsenal F. C. con una asistencia, el extremo izquierdo fue una pieza clave para conquistar la liga de Inglaterra en la temporada 1987-88, al anotar 15 goles en 38 partidos. Además, la mayor aportación al equipo era su velocidad y su asociación con Aldridge mediante pases cortos y paredes. Ese año fue galardonado tanto con el premio PFA al jugador del año —votado por la Asociación de Futbolistas— como con el premio FWA, otorgado por la Asociación de Periodistas.
Barnes mantuvo su desborde y cifras goleadoras al año siguiente, esta vez junto a Ian Rush. El Liverpool ganó la FA Cup de 1989 frente al eterno rival del Everton, pero cedió la liga 1988-89 en la última jornada frente al Arsenal; una pérdida de balón suya propició la jugada del gol de Michael Thomas en el tiempo de prolongación. En la edición 1989-90 desarrolló su faceta más goleadora: 22 tantos en 34 partidos de liga, a solo dos de Gary Lineker, que valieron un título de liga y el segundo premio FWA al futbolista del año. Un año más tarde consiguió 16 dianas en 35 partidos. Sin embargo, su mejor estado de forma no tuvo reflejo en competiciones europeas porque coincidiría con la sanción de Heysel a los clubes británicos, levantada en 1991.
Al margen de su desempeño en los terrenos de juego, Barnes fue un símbolo contra el racismo en el fútbol británico. Se trata del segundo jugador negro que ha tenido el Liverpool —después del canterano Howard Gayle—, y logró hacerse un hueco entre la hinchada de Anfield pese a las críticas iniciales por razones extradeportivas. Tal fue su conexión con los aficionados que en abril de 1989 renunció a un partido con Inglaterra para asistir al funeral de los 96 aficionados fallecidos en la tragedia de Hillsborough.
Una grave lesión en el tendón de Aquiles le mantuvo sin jugar durante buena parte de la temporada 1991-92, incluyendo el triunfo en la FA Cup de 1992. Y a pesar de que llegaría a recuperarse, Barnes quedó relegado por el técnico Graeme Souness en favor de gente más joven. Sin llegar a los registros goleadores de anteriores campañas ni a su mejor forma, tuvo que retrasar su posición al mediocampo —como interior izquierdo— para mantener la titularidad. Desde ahí se consolidó como un líder de vestuario que ayudaría a la integración de las estrellas emergentes del Liverpool en los años 1990, tales como Steve McManaman, Jamie Redknapp, Robbie Fowler y Jamie Carragher. De hecho, en 1995-96 asumió la capitanía tras la salida de Ian Rush.
El 13 de agosto de 1997, Barnes abandonó el Liverpool al no renovar contrato. Su saldo total con los Reds fue de 407 partidos oficiales y 108 goles a lo largo de diez temporadas. Incluso en su último año había mantenido la titularidad, pero para entonces ya tenía 34 años y el cuerpo técnico había fichado al más joven Paul Ince para reemplazarle.

### Últimos años
Barnes fue contratado por el Newcastle United en la campaña 1997-98, convencido por su técnico y antiguo compañero Kenny Dalglish. En aquella época había llegado como suplente de la estrella Alan Shearer, si bien la lesión del ariete le dio más oportunidades de las esperadas: seis goles en 27 apariciones. El equipo tuvo un rendimiento decepcionante en la Premier League, y aun así consiguió llegar a la final de la FA Cup —la quinta en la trayectoria del jugador— que terminaría perdiendo ante el Arsenal. Dalglish fue despedido al final de la temporada y reemplazado por Ruud Gullit, quien puso a Barnes en la lista de descartes.
En febrero de 1999 fue traspasado gratis al Charlton Athletic, por aquel entonces en la máxima categoría, y jugó solo 11 partidos desde el banquillo. Después de que la entidad londinense descendiera a Division One, Barnes anunció su retirada ese mismo verano a los 36 años.

## Trayectoria como entrenador

### Celtic F. C.

Barnes duró solo ocho meses como entrenador del Celtic de Glasgow.

Al poco tiempo de retirarse, en junio de 1999, Barnes fue nombrado entrenador del Celtic F. C. gracias a la llegada de Kenny Dalglish como director deportivo. Una de sus primeras decisiones fue inscribirse en la plantilla para trabajar con los jugadores, pero nunca llegó a jugar un solo minuto. A pesar de las expectativas generadas por una buena pretemporada, el nuevo técnico carecía de experiencia y encadenó resultados irregulares con un estilo de juego que nunca contentó a Celtic Park.
Finalmente fue cesado el 10 de febrero de 2000 tras haber encadenado tres derrotas consecutivas, incluyendo una eliminación en tercera ronda de la Copa de Escocia contra el Inverness Caledonian, en aquella época un modesto equipo semiprofesional de la segunda categoría. Aquella derrota en Glasgow tuvo tal impacto que The Sun llegó a titularla «Super Caley Go Ballistic, Celtic Are Atrocious» —traducción literal, «El Super Caley se sube por las paredes, este Celtic es atroz»—, un juego de palabras que la directiva encontró humillante. Dalglish asumió las funciones de entrenador y el Celtic logró una Copa de la Liga, pero la directiva tampoco renovó su contrato al término de la temporada 1999-2000. Después de aquella experiencia, Barnes no encontró otro club al que entrenar y tuvo que centrarse en su carrera como analista deportivo en televisión.

### Selección de Jamaica
Después de ocho años alejado de los banquillos, la Federación de Fútbol de Jamaica llegó a un acuerdo con Barnes para nombrarle seleccionador de fútbol de Jamaica a partir de septiembre de 2008. El regreso de Barnes a su país natal pretendía reimpulsar este deporte en el país caribeño, y lo consiguió con un primer puesto en la Copa del Caribe de 2008 que les permitió clasificar para la Copa de Oro de la Concacaf 2009. Su saldo en los Reggae Boyz fue de siete victorias y cuatro empates. Pese a todo, Barnes renunció a principios de 2009 porque quería regresar a Inglaterra.

### Tranmere Rovers
El 15 de junio de 2009, Barnes fue contratado como nuevo técnico del Tranmere Rovers F. C. de la Football League One, tercera división del sistema de ligas inglés, con su excompañero de equipo Jason McAteer como asistente. Desde el principio no le acompañaron los resultados ni el juego: en Liga obtuvo tan solo siete puntos en las primeras diez jornadas, con 21 goles encajados, y finalmente fue despedido en octubre de 2009 después de perder contra el Millwall F. C. por 5:0. Su sustituto fue Les Parry, un exjugador del Tranmere que ejercía de fisioterapeuta. A día de hoy Barnes sigue siendo el técnico que menos tiempo ha estado al frente del Rovers.
Un mes después de su salida se le relacionó con el banquillo de la selección de fútbol de Ruanda, pero no llegaron a un acuerdo por sus pretensiones económicas.

## Selección nacional
John Barnes ha sido internacional por la selección de fútbol de Inglaterra entre 1983 y 1995, con un saldo total de 79 partidos y once goles.
A pesar de haber nacido en Jamaica, Barnes nunca tuvo intención de representar a su país natal por el bajo nivel del fútbol caribeño. Como residente en Reino Unido desde los 12 años, pudo acogerse al reglamento de la FIFA sobre selecciones británicas; los jugadores con residencia británica sin ius sanguinis pueden representar al país de su elección. En un primer momento la Asociación Escocesa de Fútbol trató de convencerle, pero Barnes prefirió jugar para Inglaterra porque siempre había vivido en Londres. Con todo, no tuvo pasaporte británico hasta 1986.
Después de tres partidos con la sub-21, Bobby Robson le convocó para la selección absoluta el 28 de mayo de 1983, en un encuentro del British Home Championship contra Irlanda del Norte en Windsor Park, Belfast. El delantero salió en la segunda parte como reemplazo de Luther Blissett. Un año más tarde, el 10 de junio de 1984, marcó su primer gol en un amistoso ante Brasil en Maracaná. Barnes dejó sentado a tres centrales y amagó al guardameta para marcar a puerta vacía, un tanto que le confirmaría como joven valor del fútbol inglés.
Barnes había sido convocado para la Copa Mundial de Fútbol de 1986, pero Robson no contó con él hasta el último partido contra Argentina en cuartos de final, a 15 minutos del final y cuando ya iban perdiendo 2:0. Y ya cuando jugaba en el Liverpool, fue titular tanto en la Eurocopa 1988 como en la Copa Mundial de 1990. El delantero era alineado como interior izquierdo en una línea de ataque formada por Gary Lineker, Peter Beardsley y Chris Waddle, pero nunca tuvo unos registros goleadores como los que firmaba cada temporada con sus clubes. En la Eurocopa 1992, la última de Robson al frente, no viajó por la lesión que le había dejado fuera media temporada.
La llegada de Graham Taylor como seleccionador en 1992 presuponía un mayor protagonismo para Barnes, pues ambos habían coincidido en el Watford, pero el jugador no tuvo un rendimiento regular durante la fase clasificatoria para la Copa Mundial de 1994, de la que Inglaterra quedaría fuera. Después de esa eliminación sus apariciones se redujeron, hasta disputar su último partido el 6 de septiembre de 1995, en Wembley contra Colombia. Aquel amistoso sería recordado por la parada del escorpión de René Higuita.

## Otras consideraciones
Después de dos malas experiencias como entrenador, Barnes ha centrado su carrera en programas de televisión. Desde los años 2000 ha sido analista en ITV, presentador de los resúmenes de fútbol en Channel 5, y presentador de su propio espacio en el canal de televisión del Liverpool, The John Barnes Show. Además, ha participado en los concursos Strictly Come Dancing (2007) y Celebrity Big Brother (2018).
Igual que otros futbolistas de la época, John Barnes prestó su imagen a un videojuego, John Barnes European Football, que fue publicado para el sistema AmigaCD32 en 1992.
En 2008 se asoció con los futbolistas Les Ferdinand y Luther Blissett para fundar un equipo de automovilismo, el Team48 Motorsport, dirigido a pilotos de ascendencia africana y caribeña.

### Música
John Barnes ha participado en canciones que tuvieron éxito en el mercado musical británico. La más relevante fue en el sencillo World in Motion de New Order, utilizada como canción oficial de la selección de Inglaterra para la Copa Mundial de Italia 1990. En el tramo final de la canción, el delantero fue elegido por sorteo para rapear unas estrofas que habían sido escritas por Keith Allen. World in Motion llegó al primer puesto de las listas inglesas y ha sido relanzado en 2002 y 2010.
En mayo de 1988 interpretó junto a otros jugadores del Liverpool un tema de hip hop, Anfield Rap, dedicado al equipo vencedor de la FA Cup. Repitió experiencia en 1996 con un tema similar, Pass & Move (It's the Liverpool Groove).

## Clubes
| Club              | País       | Año         | Partidos | Goles |
| Watford FC        | Inglaterra | 1981 - 1987 | 233      | 65    |
| Liverpool FC      | Inglaterra | 1987 - 1997 | 314      | 84    |
| Newcastle United  | Inglaterra | 1997 - 1999 | 27       | 6     |
| Charlton Athletic | Inglaterra | 1999        | 12       | 0     |